# جيوفري هودسون (اقتصادي)
جيوفري هودسون (بالإنجليزية: Geoffrey Hodgson)‏ هو اقتصادي بريطاني، ولد في 28 يوليو 1946.